# Nuccio Puleo
Sebastiano Puleo, detto Nuccio (Catania, 17 giugno 1933 – Sardegna, 24 giugno 2001), è stato un giornalista italiano, considerato uno dei volti storici del TG2, vicedirettore delle Tribune elettorali, Accesso e Servizi parlamentari della Rai.

## Biografia
Nacque a Catania nel 1933, dove fu testimone e protagonista nel settore dell'informazione. Dall'8 settembre 1966 fu iscritto all'albo dei giornalisti professionisti. Si trasferì a Milano, lavorando per il quotidiano La Notte prima di passare definitivamente alla Rai.
Non si allontanò dalla città natale; come inviato e redattore della televisione pubblica fu spesso in Sicilia. A ridosso fra gli anni Sessanta e i Settanta, fu la voce siciliana delle domeniche calcistiche come radiocronista di Tutto il calcio minuto per minuto; alla radio si occupò anche di alcune edizioni della targa Florio. Si ricorda poi una radiocronaca di pallacanestro per gli ottavi finali di Coppa dei Campioni 1964-1965 tra la Ignis Varese e la Budapesti Honvéd: fece due collegamenti, due minuti dopo il giornale radio (G.R.) delle 22.30 su Rai Radio 2 (una volta chiamato Secondo programma) e cinque minuti dopo il giornale radio delle 23.00 su Rai Radio 1 (detto Nazionale). Nel 1970 fece la radiocronaca del Gran Premio del Mediterraneo dall'autodromo di Pergusa vinto da Clay Regazzoni, effettuando 3 collegamenti radiofonici in diretta: fra l'altro, fu eseguita una connessione anche con il Brasile, assieme a un radiocronista della radio brasiliana, con la collaborazione della RAI-TV, che fornì il collegamento necessario per potere trasmettere in un altro continente.
Nel gennaio del 1971, nell'ambito della programmazione regionale della Rai in Sicilia, prodotta dalle sedi Rai di Catania e Palermo, collabora dal primo numero a RT Sicilia (1971-1976), un rotocalco radiofonico ideato da Mario Giusti in onda alle 14.00 su Radio 2, contenitore di approfondimento nel panorama dell'informazione giornalistica siciliana, accanto a Orazio Ferrara, Michele Mangiafico, Candido Cannavò e Gerardo Farkas, con l'inchiesta sulla crisi che travagliava il Club Calcio Catania e l'intervista con Concetto Lo Bello. A dicembre cura per il G.R. una trasmissione tutta dedicata al Natale tradizionale siciliano; fra i servizi speciali per RT Sicilia, due furono dedicati a « Caltanissetta: radiografia di una città » e « Ragusa allo specchio ». Effettua un servizio particolare per la televisione a Ragusa (aprile 1972) sulle tracce del "supertredicista" del Totocalcio, vincitore di 235 milioni di lire.
La sua notorietà si accrebbe tuttavia non appena documentò una delle più spettacolari attività dell'Etna: l'eruzione del 1971. Il suo documentario Mongibello, la montagna che arde partecipò al Film Festival Internazionale di Montagna ed Esplorazione Città di Trento 1971. Il 20 agosto 1972 fece la telecronaca per Rai 2 del Gran Premio del Mediterraneo dall'autodromo di Pergusa, vinto dal francese Henri Pescarolo. Una troupe della Radiotelevisione italiana, capeggiata da Nuccio Puleo, si recò a Punta Secca, a Scoglitti e nella media e bassa vallata del fiume Dirillo, documentando le conseguenze di un nubifragio abbattutosi in varie zone della Sicilia orientale.
Nel 1975 si trasferì a Roma divenendo uno dei collaboratori di Andrea Barbato al TG2. Precedentemente, aveva lavorato su Rai 1 per la trasmissione giornalistica AZ, un fatto come e perché, a cura di Luigi Locatelli: si occupa del magistrato Francesco Ferlaino, ucciso dalla 'Ndrangheta a Lamezia Terme il 3 luglio 1975, per il numero del 12 luglio, recandosi sul luogo del delitto per cercare di ricostruire il retroscena dell'accaduto. Inoltre, sempre su Rai 1, per Incontri 1975, rubrica del telegiornale a cura di Giuseppe Giacovazzo con la collaborazione di Alfredo Di Laura, si occupò della realizzazione di Un'ora con Gheddafi: da Maometto al petrolio, l'intervista storica ad uno dei personaggi tra i più controversi del Novecento, direttamente nel suo studio di Bengasi: il colonnello parlò della propria concezione sulla politica internazionale e mediterranea, della sua idea di socialismo islamico – terza via tra capitalismo e marxismo, secondo il militare –, nuovo ordinamento politico e sociale della Libia repubblicana.
Nel 1977, per Tg2 Dossier, presenta fra l'altro il documento Petrodollari per la Fiat, firmato assieme a Vincenzo Apicella e Alberto Nicolello, dedicato all'accordo tra la casa automobilistica italiana e la Libyan Arab Foreign Bank. Un suo servizio è proiettato nel corso della rassegna "La Calabria nel cinema italiano".
La notte del 27 giugno 1980 fu il primo giornalista a leggere per Tg2 Stanotte il drammatico annuncio della tragedia del Dc9, passata alla storia come la Strage di Ustica, alle prese con le poche righe redatte dall'Agenzia ANSA sull'aereo Itavia disperso da 3 ore nel mar Tirreno: a sottolineare l'importanza di quell'annuncio ci pensò lo speciale Schegge: Ustica Serial, rimandandolo in onda su Rai 3 il 12 luglio 1990.
Nell'ottobre del 1980 il nuovo direttore del Tg2 Ugo Zatterin gli affidò la responsabilità dell'edizione della notte. Successivamente, nel febbraio del 1981, a completamento dei quadro della divisione stampa e attività promozionale della Rai, gli fu affidato l'incarico per le pubblicazioni aziendali. Nello stesso anno tornò ad intervistare il leader libico Gheddafi per Tg2 Spazio Sette sul tema del terrorismo. Nel 1981 divenne redattore capo, nonché uno dei giornalisti più popolari dell'epoca di Rai 2.
Nel 1982 condusse la trasmissione per Rai 3 Vermicino un anno dopo, curata insieme ad Aldo Falivena, che fece il punto sulla protezione civile e ponendo una serie di quesiti con testimonianze e filmati, in merito all'incidente di Vermicino che tanto sconvolse l'opinione pubblica. Per la testata giornalistica del Tg2 seguì dalla sede Rai di Palermo le dirette dello spoglio delle elezioni regionali del 1985 con lo Speciale Tg2 Elezioni '85.
Su Rai 3 per Serata a soggetto, programma in collaborazione con Furio Colombo, diresse la puntata del 29 maggio 1985 dal titolo Da Ellis Island a Washington, sugli italo-americani negli Stati Uniti, la vita e i problemi sociali degli italiani in America, interamente realizzato dalla sede Rai di New York con la partecipazione di ospiti in studio come Mario Cuomo, all'epoca governatore dello stato di New York, il senatore Alfonse D'Amato, il giornalista del New York Times Theodore H. White, l'autore della serie tv The Making of the President, lo scrittore Gay Talese, Ugo Stille del Corriere della Sera.
Si dimise dopo pochi mesi, nel dicembre del 1986, dall'incarico di assistente per i rapporti con la redazione del telegiornale affidatogli da Antonio Ghirelli, direttore della Testata di Rai 2.

### Vicedirezione delle Tribune elettorali Rai
Dopo aver lasciato il lavoro di redazione del telegiornale indirizzato all'attualità italiana, Puleo fu promosso vicedirettore delle Tribune elettorali della Rai nel 1994.
Il 18 maggio 1989 condusse alle 20.30 la Tribuna elettorale europea su Rai 1, diretta da Albino Longhi con l'intervista tecnica al ministro dell'Interno Antonio Gava, primo di una serie di appuntamenti nel corso delle elezioni europee del 1989, proponendo le conferenze stampa dei partiti (l'1/6 con il DP, l'8/6 con il PSDI). In vista delle elezioni amministrative del 1990, il 25 gennaio del '90 condusse su Rai 2 la Tribuna politica dell'incontro stampa di MSI - DN; per lo stesso programma, il 17 aprile si occupò dello spazio concesso alla Lega lombarda; il 18 è la volta dei Verdi Arcobaleno; il 19 con la Democrazia Proletaria (DP); il 20 con i Verdi; il 27 MSI-DN; il 1º maggio con la DC. Una Tribuna politica del 31 maggio '90 su Rai 2 con dibattito, condotta da Puleo, fu dedicata inoltre al referendum del 1990.
Sottoposta ad una complessiva revisione del servizio pubblico, dal 6 novembre 1990 la nuova Tribuna politica all'interno del palinsesto televisivo viene collocata alla fine del Tg1 delle ore 20, dove i segretari dei partiti sono interrogati esclusivamente da Nuccio Fava e da Puleo, nei giorni di martedì e venerdì, le due serate dedicate al film. Tuttavia, la tribuna politica trova spazio anche su Rai 2, alle 13,45, in preparazione alla nuova tornata elettorale del 1991: il 13 novembre conduce l'intervista al PSI; il 16 intervista il segretario del PRI Giorgio La Malfa, su Rai 1 alle 20.30 (si ripete il 20 e il 23); il 30 intervista il segretario del PSI Bettino Craxi su Rai 1 alle 20.30; il 7 dicembre è la volta del segretario del DC Arnaldo Forlani; il 7 marzo 1991 è con il segretario del PLI Renato Altissimo su Rai 2; l'8 l'intervista al nuovo PDS alle 14 su Rai 1; il 15 incontro con il PRI; il 19 il segretario dei Verdi; il 23 il PSDI.
In tv il 7 aprile 1992 si discute dei risultati delle elezioni dell'aprile 1992 in un dibattito cui partecipano gli esponenti delle liste e dei partiti in una "tribuna politica", moderata da Nuccio Fava e Puleo, alle 22.10 su Rai 1. Per Tribune RAI, in seconda serata (Rai 1), conduce una edizione su Trieste il 9 novembre 1993.
Puleo fu riconfermato vicedirettore delle Tribune elettorali della Rai nel 1994.
Dopo le elezioni politiche del mese di marzo '94 e la moderazione di un "Dibattito sui risultati elettorali" per giorno 30 dello stesso mese, in giugno riprendono le tribune politiche da lui condotte, di sera alle 20.30, a partire dal 9 giugno, su Rai 1, con il "Dibattito sui risultati elettorali", per poi continuare il successivo giorno 16, alle 22.40, sempre Rai 1.
Per "TSP Elezioni 1996" dirige il faccia a faccia fra L'Ulivo e la Lega Nord Italia Federale alle 22.45, Rai 3. Nel doppio numero di "TSP - Referendum '96" trasmesso il 5 giugno 1995 per la Testata Servizi Parlamentari (TSP), su Rai 2 alle 20.40, Puleo conduce un "Confronto Referendum Comuni: Legge elettorale" e su "Referendum commercio: Licenze".

### Vicepresidenza del Calcio Catania
Una volta andato in pensione dalla Rai, Puleo riprese le passioni della sua gioventù: l'amore per la squadra del Catania e il gioco del calcio in genere. Infatti crebbe il suo ruolo quando si trattò di acquistare il 100% del pacchetto azionario della passata società, presieduta dal 1969 da Angelo Massimino. Aveva anche assunto l'incarico di vicepresidente fino alle dimissioni dovute a contrasti con Riccardo e Luciano Gaucci.
Alla morte fu intestato dal 2002 il primo di una serie di premi intitolati a suo nome.

## Premi
- "Premio Taormina per le arti e le scienze 1973", 14ª edizione, a Nuccio Puleo per il servizio televisivo «I baroni di Taormina», trasmesso su «Cronache italiane» (Rai 1) il 15 agosto 1972
- Premio Cesare Pavese, 9ª edizione, a Umberto Segato per Viaggio a vista (1992)
- "Premio Luigi Vanvitelli" di Caserta, 4ª edizione, a Umberto Segato per il giornalismo televisivo (1993)